# Luis Fernández (Fußballspieler, 1989)
Luis Ignacio Fernández Villalba (* 1. Mai 1989 in Asunción) ist ein paraguayischer Fußballspieler auf der Position eines Mittelfeldspielers.

## Karriere
Luis Fernández begann seine Karriere 2012 bei Atlético Colegiales und wechselte 2013 nach Chile zu CD Magallanes. Anschließend war er von 2014 bis 2015 bei Lota Schwager und von 2015 bis 2016 bei Santiago Morning aktiv. Nach einer Station bei Sportivo Luqueño setzte er seine Karriere bei 2 de Mayo fort. Später spielte der 1,85 m große Mittelfeldspieler für Deportivo Capiatá, bevor er 2020 zu General Caballero JLM wechselte und mit dem Klub aus der División Intermedia in die Primera División aufstieg. 2022 spielte er noch mit 12 de Octubre in der ersten Liga und wechselte 2023 wieder in die zweite Liga zum Atyrá Fútbol Club und 2024 zu Independiente FBC.

## Erfolge
General Caballero
- Paraguayischer Zweitliga-Meister: 2021